# 昇陽認證Java開發人員
昇陽認證Java開發人員（Sun Certified Developer for Java, SCJD）是Java認證體系中的中階級專業認證，與平台認證系不同的是，SCJD重視的不是平台技術，而是使用Java開發應用程式的能力，也就是考驗考生的獨立開發能力，通常拿到此認證的人，都被視為已經具有完全應用Java開發應用程式的獨立作業能力，而這通常也是大多數使用Java作為開發應用程式平台主要工具的企業所需要的人才。
為了要驗證Java開發人員的獨立作業能力，因此SCJD的考試方法和多數認證截然不同。

## 前置需求
SCJD要求考生必須要先通過SCJP以證明考生具備基本的Java程式開發能力。

## 考試方式
SCJD的考試，由程式設計專案（Project Assignment）以及論述考試（Essay Exam）所構成，昇陽希望藉由實務專案的方式來驗證考生的獨立開發能力，而為了確保專案是由考生親自開發，因此必須要由考生自己證明與闡述程式設計專案的內容與開發的說明。程式設計專案的考試是由昇陽下載情境與工作說明文件，以Java SE來開發應用程式，並且提交回昇陽，然後報名與完成論述考試，如此程式設計專案才會被評分，兩科考試合計必須要得到320分以上（滿分為400分）才合格。
論述考試中會列出四個論述問題供考生作答，考生必須要用英文撰寫內容，論述考試會和程式設計專案一起評分。

## 考試內容

### 程式設計專案

#### 測驗標的
在程式設計專案中，題目是以商用系統（Business Software）為標的，據昇陽的描述：
|  | 問題大概是類似簡易的預約系統，可讓使用者檢視可用的資源，然後預約。此系統不需要複雜的商業規則，但需要存取持續的儲存空間，通常是flat-file格式，以供讀取及修改。您必須有效運用許多核心Java API，但不得使用更進階的API。下面您會看到您可以使用的API清單，以及您不可使用的API清單。未出現在清單中的API，您可以自行判斷是否要使用。事實上，使用過多的進階API是明確被禁止的，因為這些API通常是其他認證項目的測試主題。您在整個專案中應使用一致的程式設計風格慣例。最好是依照http://java.sun.com/docs/codeconv中所描述的風格慣例。 指派工作所設定的問題通常會要求您建立一個小型的主從式系統。您必須撰寫用戶端及伺服器端的程式碼，您可能必須建立「獨立」模式，允許透過單一系統且無網路連線、直接連接至持續儲存裝置的用戶端使用者介面啟動。因此，您應該預期建立相當簡化的使用者介面，與用戶端及伺服器程式碼相關聯的網路通訊協定、可存取本機系統上的一般檔案的多使用者伺服器，並提供鎖定機制以便在多個用戶端同時存取資料時，保護資料的完整性。使用者介面通常必須僅提供有限的功能。例如，檢視所有紀錄、檢視符合一組條件的記錄、修改紀錄、以及刪除記錄。 |

#### API使用限制
由於程式設計專案通常沒有考生想像中大，同時SCJD考試也禁止使用較進階的API，以確實可以測驗考生的程式開發能力，下列API是允許使用的：
- java.lang.Thread類別館，處理執行緒處理及同步
- Swing（以及支援Swing所需要的AWT）
- 標準檔案IO（java.io，而不是java.nio）
- Socket-based網路程式設計加上下列技術擇一：
  - Java Serialization
  - Java RMI (Java Remote Method Invocation)

而下列API則是被禁用的：
- Enterprise JavaBeans。
- Servlet、JSP技術、或任何其他web導向API。
- java.nio類別館。
- Java DataBase Connectivity（JDBC）及SQL。
- Java IDL API及CORBA。
- 協力廠商軟體程式庫或工具（例如瀏覽器）。

#### 考試期間
至於考試期間多長呢？昇陽也有說明：
|  | 很顯然的，受測者根據指派的內容建立可用解決方案所需花費的時間差異很大。數年前，Brooks在「The Mythical Man Month」書中提到，程式設計師的生產力各不相同，差異可達十倍。但是，快速的程式設計師可在二十小時左右建立解決方案。一般而言，所需要的時間約在一個工作週左右。如果您在此專案上花費兩個星期以上，您建立的應用程式可能超過實際需要的複雜程度，您最好檢視一下評分條件及本指派工作所提供的問題描述。 有關指派工作規模的評估，可能有比較一致性的方法，那就是在過去的指派工作中所提交的程式碼行數。再次強調，這實際上有很大的差異，但作為一個依據標準，3500行程式碼是過去指派工作平均規模的合理的估計值。 |

不過由於官方的考試資訊中，並沒有提到考試的時間，故根據上述的說明，合理推斷應為一個月內。

#### 評分標準
程式設計專案的評分有：
1. 一般考量：此類別涵蓋的評分標準為您的程式碼是否容易使用及維護，本項評分滿分為70分。
2. 文件：包括您的使用者操作說明、Javadoc工具、及註解，本項評分滿分為50分。
3. 物件導向設計：包括您的物件導向設計品質，特別是您的類別結構所呈現的內容，以及變數與方法的使用，本項評分滿分為50分。
4. GUI：此類別將針對您的GUI是否遵照規格，以及您的GUI是否容易使用，本項評分滿分為70分。
5. 鎖定：此類別包括鎖定scheme的實作，您的指派工作文件中有詳細的資訊。您的指派工作中的這一部份與多重執行緒程式碼有關，本項評分滿分為80分。
6. 語言能力：使用Java程式語言與API的應用，本項評分滿分為80分。

六項評分合計為400分，考生必須得到320分方可通過，同時此考試為人工閱卷，成績在大約4個星期後會上傳到CertManager中供考生查看。

### 論述考試
論述考試主要是邀請考生針對自己所開發的專案做觀念與方法的說明，有一點類似用打字的方式來做簡報，而論述考試的重點是：
- 列出一些您在實作上述項目時所必須做出的主要選擇。
- 列出一些您的各項選擇的主要優點與缺點。
- 針對比較設計與實作目的以及各種選擇的優點與缺點，簡短為您的選擇做說明。

## 重考
若考試沒有通過時，考生可以申請重考，重考的費用為200美金，但若申請程式設計專案的重考後，論述考試也必須要重考。